# Ford Ice Piedmont
Il Ford Ice Piedmont (in lingua inglese: Pedemonte ghiacciato di Ford) è una vasta fascia pedemontana ghiacciata situata a nord del Dufek Massif e del Forrestal Range, tra le propaggini terminali del Foundation Ice Stream e del Ghiacciaio Support Force, nei Monti Pensacola, in Antartide. 
La denominazione è stata assegnata dall'Advisory Committee on Antarctic Names (US-ACAN) in onore di Arthur B. Ford, geologo dell'United States Geological Survey (USGS), di Menlo Park in California. Aveva guidato, assieme a Peter F. Bernel, il gruppo dell'USGS nei Monti Thiel nel 1960-61 e come unico leader nel 1961-62; aveva inoltro svolto attività di ricerca sul campo nella Costa di Lassiter nel 1970-71; guidò inoltre i gruppi geologici nei Monti Pensacola nel 1965–66, 1973–74, 1976–77 e 1978–79.